# 國防部空軍司令部
國防部空軍司令部，位於中華民國臺北市中山區忠勇營區，為中華民國國防部依《國防部組織法》特設的軍事機關，負責辦理中華民國空軍軍事事務的規劃、督導及執行。下轄政治作戰室、督察長室、人事軍務處、軍事情報處、戰備訓練處、後勤處、計劃處、通信電子資訊處、主計處等幕僚部門。 

## 沿革

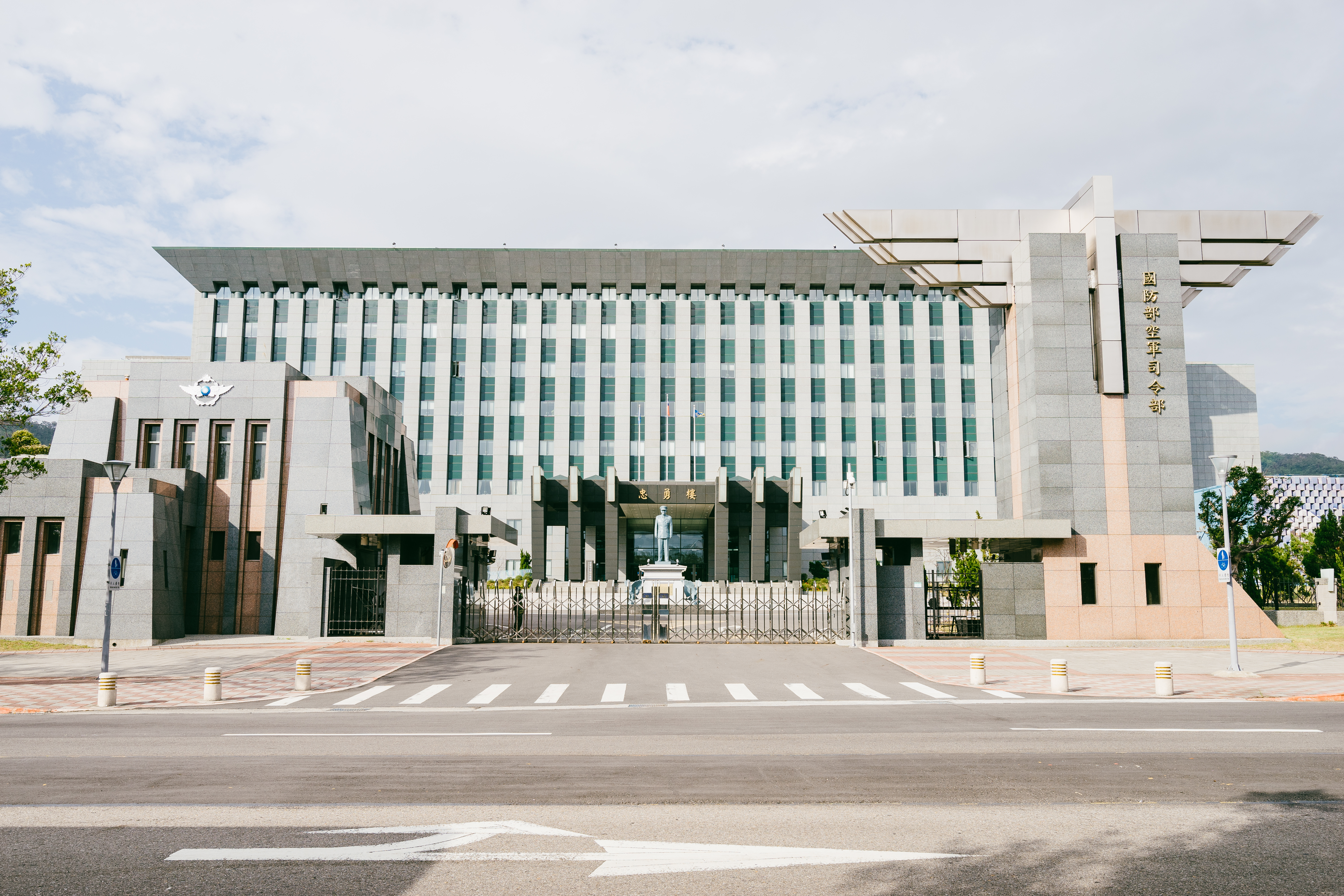
空軍司令部現址，位於臺北大直忠勇營區
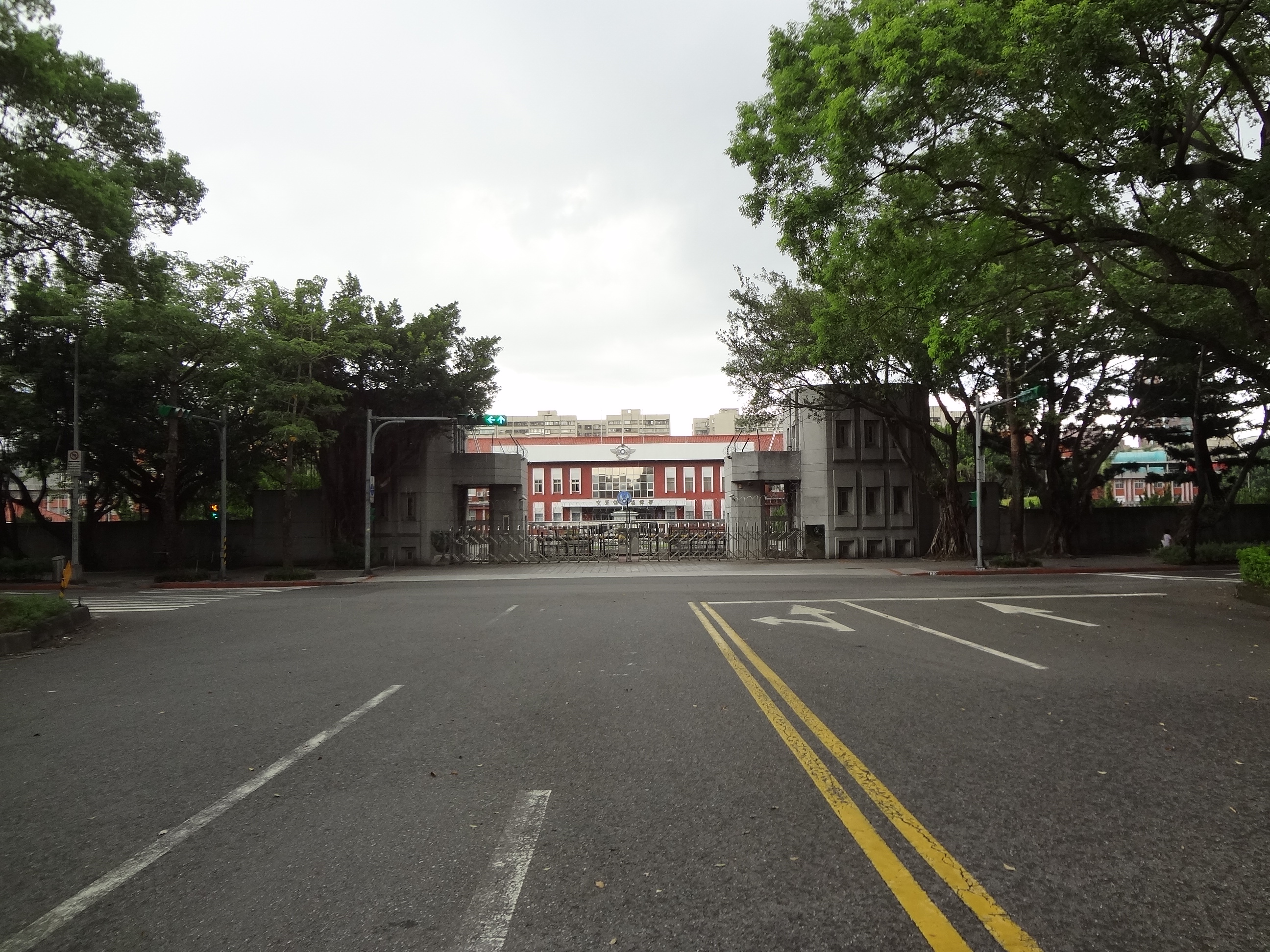
空軍司令部原址，位於臺北東區仁愛營區

- 1923年3月1日，孫中山於廣州市大沙頭成立大元帥府航空局，由楊仙逸擔任局長。1924年成立廣東航空學校（初名廣東軍事學校，最終校址位在廣州市三元里）。
- 1925年7月 ，改稱國民政府軍事委員會航空局。
- 1926年7月 ，改稱國民革命軍總司令部航空處，由原航空局局長張靜愚接任處長。
- 1927年8月 ，改稱國民政府軍事委員會航空處。
- 1928年11月，改稱國民政府軍政部航空署。1931年轉移至杭州。
- 1933年8月 ，改稱國民政府軍事委員會航空署。1934年3月航空署轉移至南昌。
- 1934年5月，國民政府軍事委員會航空委員會成立於南昌[4]。由國民政府軍事委員會委員長蔣中正接任航空委員會委員長，第一任辦公室主任為陳慶雲。
- 1946年6月1日，空軍總司令部成立，隸屬於國防部[4]。
- 1949年，隨中華民國政府遷至臺灣[4]，以臺灣臺北市大安區仁愛路與建國南路口的原臺灣總督府工業研究所[5][6]為仁愛營區。
- 2005年1月1日，因應《國防部組織法》修正，全銜改稱國防部空軍總司令部。
- 2006年2月15日，改制為國防部空軍司令部。
- 2012年10月5日，遷至臺灣臺北市中山區大直忠勇營區。

## 組織
國防部空軍司令部
- 司令 一位 二級上將
- 副司令 二位 中將
- 參謀長 一位 中將
- 副參謀長 二位 少將
- 司令部士官督導長 一位 士官長

部本部單位

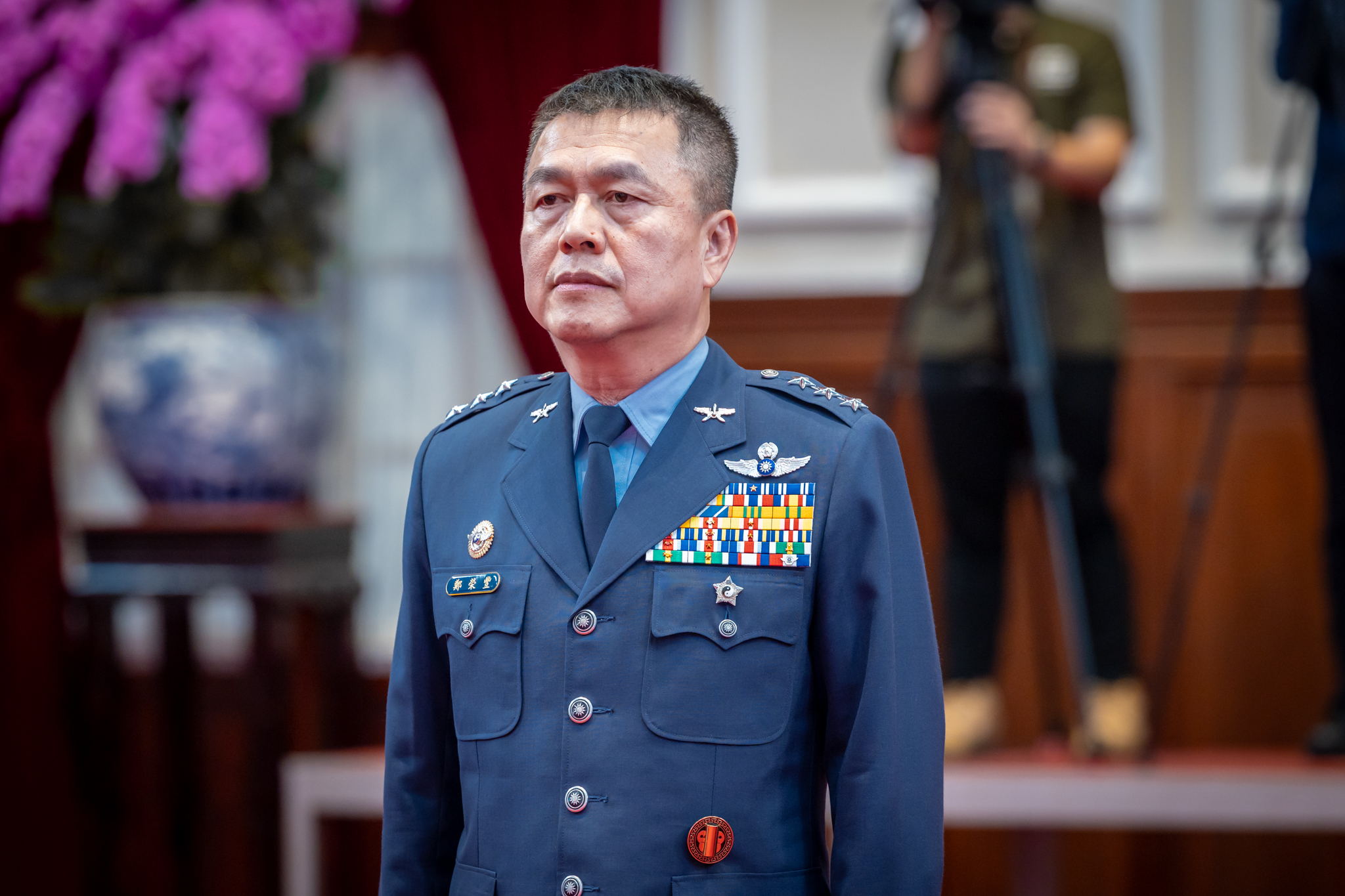
現任空軍司令鄭榮豐二級上將

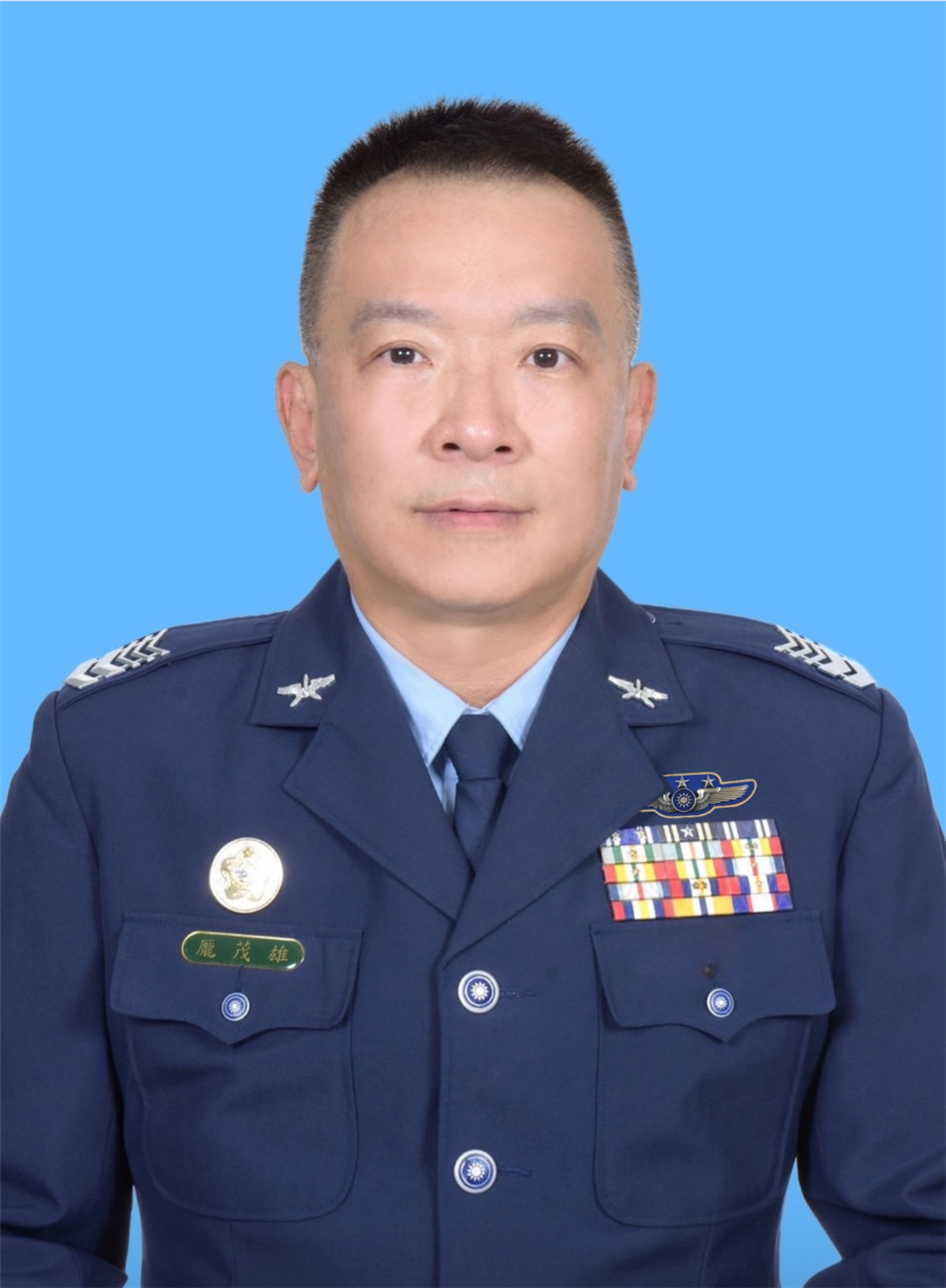
現任空軍司令部士官督導長，龎茂雄一等士官長

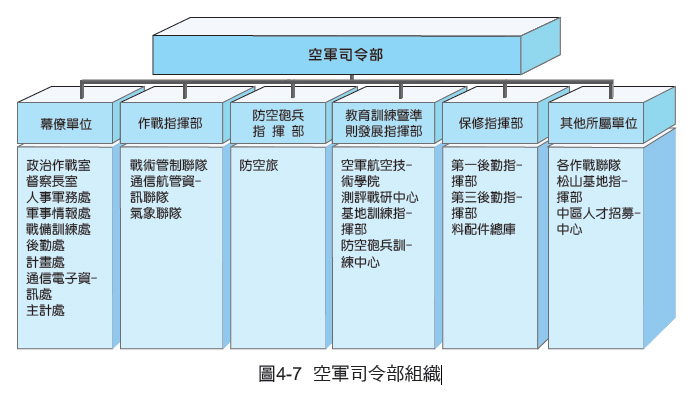
空軍司令部架構圖

- 政治作戰室（主任 一位 中將、副主任 一位 少將）
- 督察長室（督察長 一位 少將）
- 人事軍務處（處長 一位 少將）
- 軍事情報處（處長 一位 上校）
- 戰備訓練處（處長 一位 少將）
- 後勤處（處長 一位 少將）
- 計畫處（處長 一位 少將）
- 通信電子資訊處（處長 一位 少將）
- 主計處（處長 一位 上校）

直屬單位
- 空軍軍官學校（駐臺灣高雄市岡山區，少將校長）
- 空軍航空科技研究發展中心
  - 測評戰研隊

直屬部隊
- 空軍作戰指揮部（駐臺灣臺北市大安區） 
指揮官 中將 一位
第一副指揮官 中將 一位
第二副指揮官 少將 一位[7]
參謀長 少將 一位
副參謀長（主管作戰） 上校 一位
副參謀長（主管後勤） 上校 一位
政治作戰室主任 少將 一位
政治作戰室副主任 上校 一位
指揮部士官督導長 士官長 一位
  - 空軍戰術管制聯隊[8]（戰管聯隊，駐臺北市松山區，少將聯隊長）
    - 空軍北部區域作戰管制中心(ROCC)（駐臺北市中山區）
    - 空軍南部區域作戰管制中心(ROCC)（駐高雄市旗山區）
    - 空軍東部區域作戰管制中心(ROCC)（駐臺灣省花蓮縣新城鄉）
      - 各預備作戰管制中心(ROCC)平時可執行任務，戰時於JAOC/ACC遭敵軍攻擊無法遂行指管時，可立即接替ACC原空中指管作業，接續遂行空中作戰指揮任務。

    - 空軍偵蒐預警中心樂山雷達站（駐臺灣省新竹縣五峰鄉）
    - 空軍第一雷達中隊大漢山雷達站（駐臺灣省屏東縣春日鄉）
    - 空軍第二雷達中隊（駐臺灣省苗栗縣後龍鎮）
    - 空軍第三雷達中隊嵩山雷達站（駐臺北市北投區）
    - 空軍第四雷達中隊（駐福建省金門縣金湖鎮）
    - 空軍第五雷達中隊東引雷達站（駐福建省連江縣東引鄉）
    - 空軍第六雷達中隊（駐新北市石門區）
    - 空軍第七雷達中隊（駐臺灣省澎湖縣西嶼鄉）
    - 空軍第一機動雷達分隊（駐臺灣省屏東縣恆春鎮）
    - 空軍第二機動雷達分隊（駐臺灣省花蓮縣壽豐鄉）
    - 空軍第三機動雷達分隊（駐臺灣省臺東縣臺東市）
    - 空軍第一雷達分隊東澳嶺雷達站（駐臺灣省宜蘭縣蘇澳鎮）
    - 空軍第三雷達分隊大崗山雷達站（駐臺灣高雄市阿蓮區）
    - 空軍第四雷達分隊（駐臺灣省花蓮縣花蓮市）

  - 空軍通信航管資訊聯隊[8]（通航資聯隊，駐臺北市大安區，少將聯隊長）
    - 技術暨訓練中心
    - 台北通信資訊大隊
    - 第1通信航管資訊中隊：臺南機場
    - 第2通信航管資訊中隊：新竹機場
    - 第3通信航管資訊中隊：臺中清泉崗機場
    - 第4通信航管資訊中隊：嘉義水上機場
    - 第5通信航管資訊中隊：花蓮機場
    - 第6通信航管資訊中隊：屏東機場
    - 第7通信航管資訊中隊：臺東機場
    - 第8通信航管資訊中隊：岡山空軍基地
    - 第9通信航管資訊中隊：澎湖機場

  - 空軍氣象聯隊[8]（駐臺灣臺北市大安區，上校聯隊長）
    - 空軍氣象中心：臺北公館
    - 第一基地天氣中心：臺南機場
    - 第二基地天氣中心：新竹機場
    - 第三基地天氣中心：臺中清泉崗機場
    - 第四基地天氣中心：嘉義水上機場
    - 第五基地天氣中心：臺灣省屏東縣屏東市加祿堂防空砲兵訓練中心
    - 第六基地天氣中心：屏東機場
    - 第七基地天氣中心：澎湖馬公機場
    - 第八基地天氣中心：臺北松山機場
    - 第九基地天氣中心：花蓮機場
    - 第十基地天氣中心：臺東機場
    - 第十一基地天氣中心：岡山空軍基地空軍軍官學校
    - 綠島氣象雷達及探空分隊：臺灣省臺東縣綠島火燒山

  - 憲兵第十二中隊
- 教育訓練暨準則發展指揮部（駐臺灣省花蓮縣新城鄉） 
指揮官 中將 一位
副指揮官 少將 一位
指揮部士官督導長 士官長 一位
  - 空軍航空技術學院（駐高雄市岡山區，少將院長）
  - 基地訓練指揮部（駐臺灣省花蓮縣佳山基地）
  - 防空砲兵訓練中心（駐臺灣省屏東縣枋山鄉）
    - 教育勤務支援連
    - 國軍靶勤隊
    - 第一訓練連
    - 第二訓練連
    - 第三訓練連

  - 憲兵第十一中隊
- 空軍防空暨飛彈指揮部（駐高雄市旗山區） 
指揮官 中將 一位
副指揮官 少將 兩位
指揮部士官督導長 士官長 一位
  - 第791防空旅
    - 第641飛彈營
    - 第642飛彈營
    - 第643飛彈營

  - 第792防空旅
    - 第303防空砲兵營
    - 第304防空砲兵營
    - 第613防空飛彈營
    - 第615防空飛彈營

  - 第793防空旅
    - 第501防空砲兵營
    - 第611防空飛彈營
    - 第614防空飛彈營
    - 第616防空飛彈營
    - 第631防空飛彈營

  - 第794防空旅
    - 第502防空砲兵營
    - 第612防空飛彈營
    - 第632防空飛彈營

  - 第795防空旅
    - 第301防空砲兵營
    - 第302防空砲兵營
    - 第633防空砲兵營

  - 防空暨飛彈綜合保修總廠
    - 第一廠（台中市沙鹿區清泉崗營區）
    - 第二廠（臺南市仁德區長安營區）
    - 第三廠（新北市泰山區神箭營區）
    - 第四廠（臺灣省花蓮縣花蓮市美崙營區）
- 空軍保修指揮部
指揮官 少將 一位
副指揮官 上校 一位
指揮部士官督導長 士官長 一位
  - 第一後勤指揮部 指揮官 少將 一位
  - 第三後勤指揮部 指揮官 上校 一位
  - 料配件總庫
    - 台中專業庫
    - 台南專業庫
    - 岡山專業庫
    - 屏東專業庫
    - 花蓮專業庫

直屬作戰聯隊
- 空軍松山基地指揮部（駐台北市松山空軍基地，少將指揮官）
  - 專機隊
  - 座機隊
  - 基地勤務隊
  - 修護補給隊
  - 第10憲兵中隊
- 空軍飛行訓練指揮部（駐高雄市岡山空軍基地，少將指揮官）
  - 第11基地勤務大隊
  - 第8憲兵中隊
- 空軍第一戰術戰鬥機聯隊（駐台南市台南空軍基地，少將聯隊長）
  - 第1作戰隊(F-CK-1)
  - 第3作戰隊(F-CK-1)
  - 第9作戰隊(F-CK-1)
  - 第1基地勤務大隊
  - 第1修護補給大隊
  - 馬公基地勤務隊
  - 第1憲兵中隊
  - 第9憲兵中隊
- 空軍第二戰術戰鬥機聯隊（駐臺灣省新竹市新竹空軍基地，少將聯隊長）
  - 第41作戰隊（幻象2000)
  - 第42作戰隊（幻象2000)
  - 第48戰鬥機換裝訓練隊（幻象2000)
  - 第2基地勤務大隊
  - 第2修護補給大隊
  - 第2憲兵中隊
- 空軍第三戰術戰鬥機聯隊（駐台中市清泉崗空軍基地，少將聯隊長）
  - 第7作戰隊(F-CK-1)
  - 第28作戰隊(F-CK-1)
  - 測評戰研中心
  - 第3基地勤務大隊
  - 第3修護補給大隊
  - 第3憲兵中隊
- 空軍第四戰術戰鬥機聯隊（駐臺灣省嘉義縣嘉義空軍基地，少將聯隊長）
  - 第21作戰隊(F-16V)
  - 第22作戰隊(F-16V)
  - 第23作戰隊(F-16V)
  - 空軍救護隊（UH-60M黑鷹直升機、EC225超級美洲獅直升機、S-70C藍鷹直升機）
  - 第4基地勤務大隊
  - 第4修護補給大隊
  - 第4憲兵中隊
- 空軍第五戰術混合聯隊（駐臺灣省花蓮縣花蓮空軍基地，少將聯隊長）
  - 第17作戰隊(F-16V)
  - 第26作戰隊(F-16V)
  - 第27作戰隊(F-16V)
  - 第十二戰術偵察機中隊（RF-16V、RF-5E、騰雲無人機）
  - 偵照技術隊
  - 第5基地勤務大隊
  - 第5修護補給大隊
  - 第5憲兵中隊
- 空軍第六混合聯隊（駐臺灣省屏東縣屏東空軍基地，少將聯隊長）
  - 第10空運大隊（第101空運中隊+第102空運中隊，C-130H)
  - 第20電戰大隊（第2空中預警機中隊+第6電子反制機中隊，E-2、C-130HE)
  - 反潛作戰大隊（第33反潛作戰中隊+第34反潛作戰中隊，P-3C)
  - 第6基地勤務大隊
  - 第6修護補給大隊
  - 第6憲兵中隊
- 空軍第七戰術戰鬥機聯隊（駐臺灣省台東縣志航空軍基地，少將聯隊長）
  - 第44作戰隊（F-16V待接裝）
  - 第45作戰隊（F-16V待接裝）
  - 第46作戰隊（F-16V待接裝）
  - 第7基地勤務大隊
  - 第7修護補給大隊
  - 第7憲兵中隊

## 歷任空軍中將參謀長
| 姓名   | 軍種軍階 | 任期時間             |
| ------ | -------- | -------------------- |
| 彭勝竹 | 空軍中將 | （2005－2005）       |
| 嚴 明  | 空軍中將 | （2005－2007）       |
| 劉震武 | 中將     | （2007－2007）       |
| 吳健行 | 中將     | （2007－2009）       |
| 葛熙熊 | 中將     | （2009－2010）       |
| 王正霄 | 中將     | （2010－2011）       |
| 張惠榮 | 中將     | （2011－2012）       |
| 陳添勝 | 中將     | （2012－2013）       |
| 丁忠武 | 中將     | （2013－2014）       |
| 劉守仁 | 中將     | （2014－2015）       |
| 柏鴻輝 | 中將     | （2015－2016）       |
| 范大維 | 中將     | （2016－2017）       |
| 鄭榮豐 | 中將     | （2017－2018）       |
| 劉任遠 | 中將     | （2018－2019)        |
| 鄭榮豐 | 中將     | （2019－2020）       |
| 黃志偉 | 中將     | （2020－2023）       |
| 曹進平 | 中將     | （2023－06.2024）    |
| 王德揚 | 中將     | （07.2024－03.2025） |
| 李慶然 | 中將     | （04.2025－至今）    |

## 附註
1. ↑   维基文库中的相關文獻：國防部組織法

## 外部連結
- 國防部空軍司令部（页面存档备份，存于）（繁體中文）（英文）(行動版)
- 空軍司令部臉書專頁的Facebook專頁
- 飛行場の測候所: 空總（原臺灣總督府工業研究所）初步調查 （页面存档备份，存于）
- 林小昇之米克斯拼盤: 工業研究所 （页面存档备份，存于）